# Danmarks Naturfredningsforening
Danmarks Naturfredningsforening er en forening, der arbejder for følgende:
- Bedre natur- og miljøbeskyttelse.
- Større hensyntagen til natur og miljø i den offentlige planlægning.
- Bedre adgang til naturen.
- Bedre natur- og miljørelateret lovgivning.
- Oplysning om natur- og miljøforhold.

Foreningen blev stiftet i 1911 og havde ifølge årsrapporten for 2016 per 1. januar 2017 129.455 medlemmer.

## Historie
Foreningen blev stiftet 21. april 1911 på Palace Hotel i København som "Forening for Naturfredning". I de første mange år var foreningens idemæssige fundament fredning af æstetiske grunde og for at sikre befolkningen adgang til strand og skov, især til Øresundskysten og Dyrehaven. Allerede i 1912 sattes ind med en kampagne mod skovsvin. Sloganet var: Madpapir og æggeskaller, Pynter ej i skovens haller. Modstand mod reklameskilte langs landevejene, bevaring af vejtræer og kampesten stod også højt på foreningens prioriteringsliste. Foreningens medlemstal passerede 3000 i 1925. Samme år skiftede den navn til Danmarks Naturfredningsforening som tegn på at den var landsdækkende.
Med ændringen af Naturfredningsloven i 1937 fik foreningen ret til at rejse fredningssager. Dette resultat opnåedes ved personlig indgriben af statsminister Thorvald Stauning. Foreningens medlemstal toppede med 260.784 medlemmer i 1987.

## Affaldsindsamling
Foreningen forestår (siden 1912) en årlig affaldsindsamling med en dedikeret indsamlingsdag (som i 2012 var den 22. april). I ugen op til selve indsamlingsdagen er der desuden et forløb, hvor skole- og børnehavebørn indsamler affald som led i undervisning og aktiviteter.
| År   | Affald, kg | Dåser, antal | Deltagere i alt | Heraf institutionsbørn |
| ---- | ---------- | ------------ | --------------- | ---------------------- |
| 2006 | 71000      | 70000        | 24500           | 21000                  |
| 2007 | 178600     | 170500       | 43000           | 33000                  |
| 2008 | 198300     | 154400       | 62600           | 50000                  |
| 2009 | 173000     | 153000       | 82600           | 63000                  |
| 2010 | 161000     | 197000       | 82000           | 62400                  |
| 2011 | 190000     | 215000       | 91000           | 66000                  |
| 2012 | 198500     | 175900       | 99500           | 70000                  |

## Formænd (fra 1963 præsidenter)
- 1911-1915 Alfred Hage (1843-1922), godsejer, kammerherre, cand.polit. og tidligere landbrugsminister.
- 1915-1921 V.M. Amdrup, overretssagfører og sparekassedirektør
- 1921-1960 Erick Struckmann (1875-1962), kunstmaler
- 1960-1963 Vagn Jensen, kontorchef i Undervisningsministeriet
- 1963-1984 Valdemar M. Mikkelsen, professor i botanik ved den Kongelige Veterinær- og Landbohøjskole
- 1984-1996 Svend Bichel (f. 1943), lektor
- 1996-2006 Poul Henrik Harritz (f. 1956), journalist
- 2006-2018 Ella Maria Bisschop-Larsen (f. 1951), biolog
- 2018- Maria Reumert Gjerding (f. 1978), miljøplanlægger og folketingsmedlem